# Sopwith Snipe
Sopwith 7F.1 Snipe là một loại máy bay tiêm kích hai tầng cánh của Anh, được Không quân Hoàng gia (RAF) sử dụng.

## Quốc gia sử dụng
Úc
- Quân đoàn Không quân Australia

 Brasil
- Không quân Hải quân Brazil

 Canada
- Không quân Canada

 Liên Xô
- Không quân Liên Xô - Sau chiến tranh.

 Anh Quốc
- Quân đoàn Không quân Hoàng gia / Không quân Hoàng gia[1]

## Tính năng kỹ chiến thuật (Snipe)
Dữ liệu lấy từ British Aeroplanes 1914–18
Đặc điểm tổng quát
- Tổ lái: 1
- Chiều dài: 19 ft 10 in (6,05 m)
- Sải cánh: 31 ft 1 in (9,48 m)
- Chiều cao: 9 ft 6 in (2,90 m)
- Diện tích cánh: 271 ft² (25,2 m²)
- Trọng lượng rỗng: 1.312 lb (596 kg)
- Trọng lượng có tải: 2.020 lb (918 kg)
- Động cơ: 1 × Bentley BR2, 230 hp (172 kW)

 Hiệu suất bay 
- Vận tốc cực đại: 121 mph (105 knot, 195 km/h) trên độ cao 10.000 ft (3.050 m)
- Trần bay: 19.500 ft (5.945 m)
- Thời gian bay: 3 h
- Lên độ cao 6.600 ft (1.980 m): 5 phút 10 giây
- Lên độ cao 15.000 ft (4.570 m): 18 phút 50 giây

Trang bị vũ khí

- Súng: 2× Súng máy Vickers 0.303 in (7,7 mm)
- Bom: 4× quả bom 25 lb (11 kg)